# ラ・アーグ再処理工場

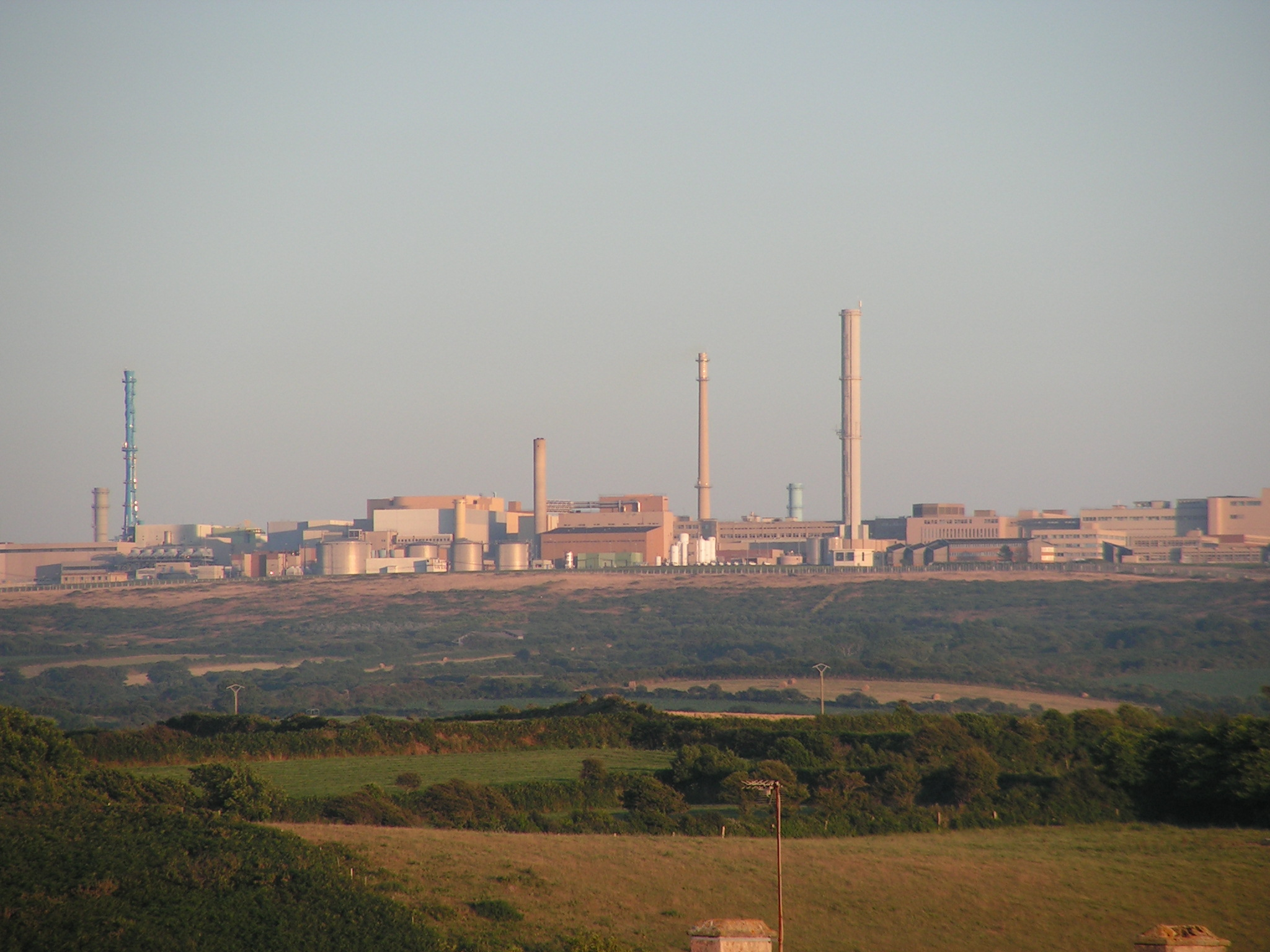
ラ・アーグ再処理工場（2005年）

ラ・アーグ再処理工場（フランス語: Usine de retraitement de la Hague）は、フランス・コタンタン半島のラ・アーグ岬に所在する、コジェマの核燃料再処理工場である。
ラ・アーグ再処理工場は世界の軽水炉から出される使用済み核燃料のおよそ半数を受け入れている。1976年の運転開始以降1年間で約1,700トンの収容力がある。これらはマルクールの後継事業としてMOX燃料に再処理される。
フランス、日本、ドイツ、ベルギー、イタリアおよびオランダから送られる使用済み核燃料の処理をする。2005年には1,100トンを再処理した。国際法に基づき、再処理不能な放射性廃棄物は使用国に返還される。

## 歴史
当初、ラ・アーグ再処理工場は、軍用プルトニウムを生産するために設立された。
1958年、シャルル・ド・ゴール大統領は核爆弾製造を目的に、フランス原子力庁に対しマルクールに工場を設立させ、ここで兵器用プルトニウムを抽出する事になっていたが、計画の失敗により第二の工場の必要性が生じていた。1961年8月10日、緊急公共事業の一環としてプルトニウム抽出と核燃料処理センター施設の建設命令が宣言された。1962年に工事が開始され、1966年に使用済核燃料が到着し操業を開始する。これにより黒鉛減速ガス冷却炉が運用されるシノン原子力発電所向けの燃料の供給が始まる。
1969年にジョルジュ・ポンピドゥー大統領は、それまでフランス軍で使用される核兵器用プルトニウムを生産していた本施設において、供給量が十分満たされたため再処理センターとしての機能が必要なくなったとした。その後、工場は民間事業に振り向けられ従業員を350人まで縮小して軍との関与が終了する。
民生用への移行については1973年のオイルショックによりヴァレリー・ジスカール・デスタン大統領の支援の基で強化された。技術者はフランス電力公社の次世代施設であるHAO工場およびUP2-400を開発した。1976年に原子力庁は核燃料再処理事業を、新設された関連公社であるコジェマに管理を任せた。1979年1月、国外からの最初の使用済み核燃料（日本から）がシェルブール港に到着した。この時には港のクレーン周辺に8,000から10,000人の抗議デモが集合した。
1980年4月15日には、外部電源受電設備の変圧器で短絡事故により火災が発生し、制御盤に延焼して所内が全停電となる電源喪失事故が発生した。非常用発電機は機能を果たせなかったが、移動用発電機などで重要度の高いところから応急措置が講じられ、外部に汚染が影響することは無かった。

## 施設
現在、再処理ラインはUP2-800（800トンU/年）とUP3（1,000トンU/年）の2つが稼動中である。

## 保安
核テロリズムに備えるため、工場はレーダーにより常時警戒・監視され、時折クロタル地対空ミサイルが配備される。

## 核廃棄物の輸送

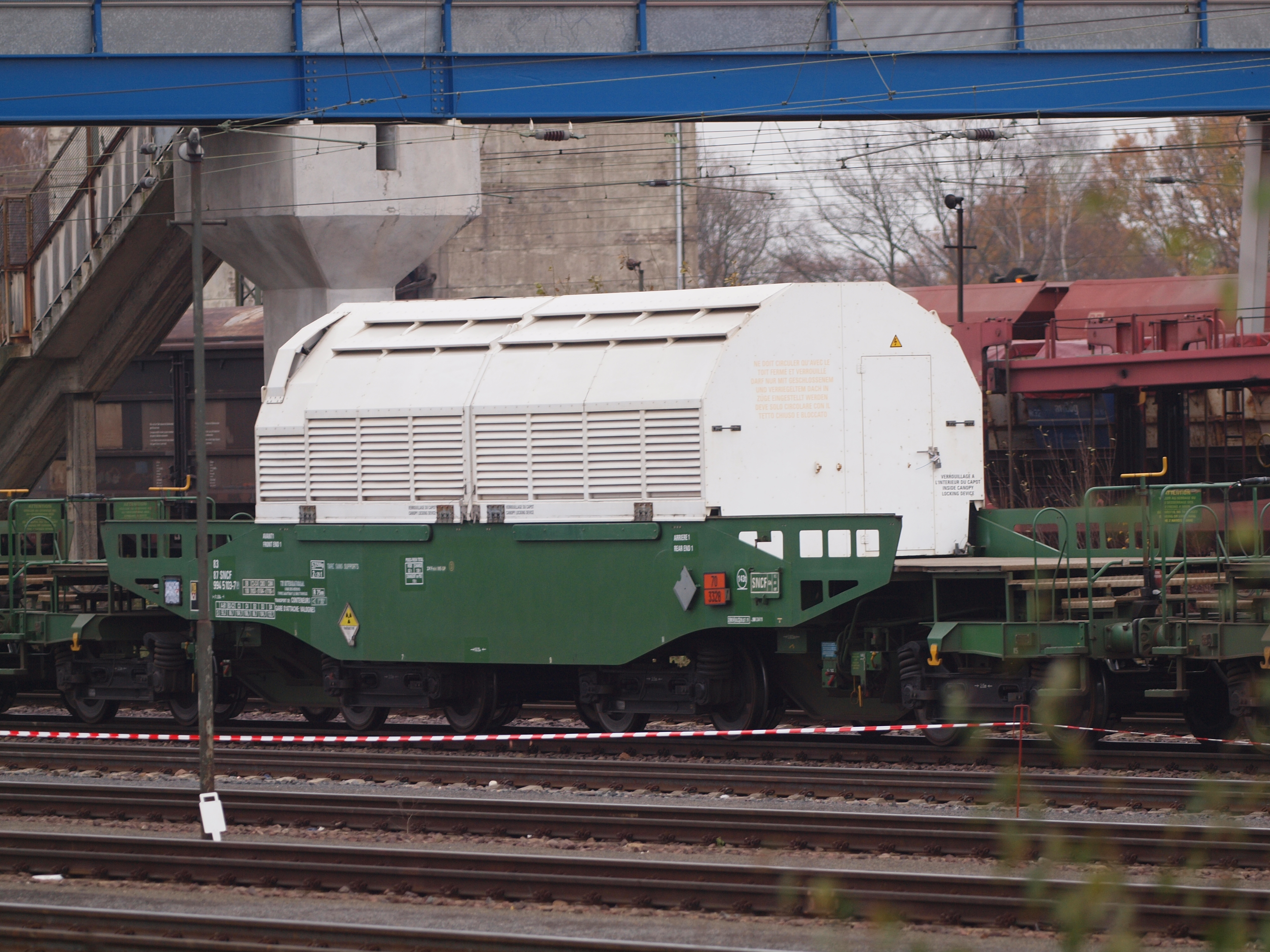
ラ・アーグからドイツへ向けて返却される核廃棄物を輸送する貨車

ラ・アーグ再処理工場への核廃棄物の輸送には、距離が近くてトラックが利用されるフラマンヴィル原子力発電所およびベルギー・オランダからを除いて、鉄道が利用されている。これは鉄道の事故の少なさ、テロリストが奪って逃げることが困難であることなどを評価したものである。このためにフランス国内の多くの原子力発電所には鉄道の引き込み線がある。一方、ラ・アーグ再処理工場自体には鉄道の引き込み線がないため、およそ30 km離れたヴァローニュの貨物駅からトラックにより中継されて搬入が行われている。